# Museu Ferroviário de Bragança
O Espaço Museológico de Bragança situa-se no centro da cidade de Bragança, em edificío anexos à antiga estação ferroviária. Ocupa a antiga cocheira de carruagens da que foi estação terminal da Linha do Tua. Encontra-se encerrado desde 2002, estando previsto obras de requalificação e reabertura no valor de 500 mil euros.

## Espólio
- Locomotiva E 55 (1889)
- Locomotiva N 1 (1887)
- Carruagem A 13 (1887)
- Furgão DfvG 258
- Locomotiva E 114 (1908)
- Carruagem Cv 124 (1887)
- Carruagem 2929004 (1905)
- Vagão 5398034
- Vagão fechado 1115046
- Furgão 9229002
- Quadriciclo com alavanca
- Quadriciclo motorizado
- Vagoneta (Zorra)